# (2997) Cabrera
(2997) Cabrera est un astéroïde de la ceinture principale qui fut découvert par l'observatoire Félix-Aguilar le 17 juin 1974.